# Romolo Pergola
Romolo Pergola (Roma, 1890 – Trino Vercellese, 1960) è stato un pittore italiano.

## Biografia
Nacque nel 1890 a Roma ove fu allievo del maestro Enrico Simonetti e studente dell'Accademia di belle arti di Roma.
Trasferitosi a Parigi nel 1909, vi operò e studiò sino allo scoppio della prima guerra mondiale nel 1914 dedicandosi al ritratto ed alla figura con tecnica ad olio.
Dopo la guerra si trasferì nella riviera ligure, nella cittadina di Camogli dove si dedicò alla pittura paesaggistica, ispirandosi ai luoghi, con particolare cura nella resa del mare nelle varie ore del giorno e condizioni del cielo.
Utilizzava la tecnica della pittura ad olio su tela e il pastello su cartone.
Probabilmente iniziò ad utilizzare il pastello su cartoni di dimensioni contenute (intorno a cm 60x50) per la facilità di trasporto della attrezzature necessarie per raggiungere il monte di Portofino, soggetto di alcune delle sue vedute.
Nel 1937 gli fu affidata la decorazione della volta della chiesa di Sant'Antonio in Boccadasse a Genova.
Prima della seconda guerra mondiale, sue opere vennero acquistate dal comune di Camogli, dalle città di Genova e di Parigi e dal Ministero delle Corporazioni.
Morì a Trino, in provincia di Vercelli, per un  incidente di motocicletta, nel 1960. È sepolto a Genova nel Cimitero monumentale di Staglieno.
Opere di Pergola sono state esposte in numerose mostre tematiche.